# Stipa leptogluma
Stipa leptogluma là một loài cỏ thuộc họ Poaceae.
Loài này chỉ có ở Ecuador.